# Masaaki Takada
Masaaki Takada (高田 昌明, Takada Masaaki) est un footballeur japonais né le 26 juillet 1973.